# Claudia Hann
Claudia Sabine Hann (* Leverkusen) ist eine Puppenspielerin, Schauspielerin, Autorin und Theaterleiterin.
Claudia Hann studierte Philosophie, Kunst, Germanistik, Pädagogik an der Universität zu Köln. 1989 legte sie ihr Staatsexamen für die Sekundarstufe I und II ab. Ihre Examensarbeiten waren „Das Faust-Puppenspiel“ sowie „E.T.A. Hoffmann: Prinzessin Brambilla und Figurentheater als Gesamtkunstwerk“.
Weiter nahm Claudia Hann eine Ausbildung zur Mezzosopranistin bei Else Haarhaus und zur Schauspielerin im ehemaligen Severins-Burgtheater. Seit 1989 dramatisiert und entwickelt sie Theaterstücke für Kinder und Erwachsene und bringt diese zur Uraufführung. Von 1992 und 1994 vervollkommnete sie ihre Schauspielausbildung während verschiedener Engagements und in Kooperationsarbeiten mit freien Theatern; als Bildende Künstlerin führte sie zahlreiche Gruppen- und Einzelausstellungen durch.
Im Jahre 1989 gründete sie das Cassiopeia Theater als Tourneetheater für Figurenspielkunst. Seit 1995 ist sie fast ausschließlich mit der Entwicklung dieses Theaters befasst. 1999 schloss sich die Einrichtung der stehenden Cassiopeia Bühne als Fachspielstätte für zeitgenössisches Figurentheater und Autorentheater an.

## Autorin

### Kinderbücher
- „Max auf den Bäumen. Das Rätsel des eisernen Turmes“. Illustriertes Epidram, 2010
- „Max auf den Bäumen. Das Rätsel des eisernen Turmes“. Theater-Hörbuch, 2005
- „Kleines Wildpferd!“ Theaterkinderbuch, 2004

### Theaterstücke
- „Der Feuervogel.“ Schauspiel nach drei russischen Märchen. Uraufführung 1989
- „Die Chinesische Nachtigall.“ Schauspiel nach H. C. Andersen. Uraufführung 1992
- „Wahnweg.“ Monodrama. mit B. Langehenke. Uraufführung 1994
- „Barbie? Mein Name ist Barbara.“ Schauspiel, mit Udo Mierke. Uraufführung 1995
- „Stationen der Nacht – Und das Licht drang durch die Mauern.“ mit B. Langehenke, B. Schmiester. Uraufführung 1995
- „Höre Seneca! – Der Monolog der Agrippina.“ Monodramatisches Solospiel. mit U. Mierke. Uraufführung 1996
- „Das hässliche Entlein.“ Schauspiel frei nach H. C. Andersen. Uraufführung 1996
- „Mit allen Sinnen Lesen: Liebe und Verwandlung.“ Schauspiel aus Werken von Ovid, Platon, C. Hann. mit U. Mierke. Uraufführung 1999
- „Jorinde und Joringel.“ Schauspiel nach dem Märchen “Stillung” von Heinrich Jung. Uraufführung 2000
- „Aymineh – Die Freiheit des Hirtenmädchens.“ Schauspiel frei nach der anatolischen Hirtenerzählung von Elsa Sophia von Kamphoevener. mit U. Mierke. Uraufführung 2000
- „Amor und Psyche – Ein Spiel mit Masken für Mann und Frau.“ Schauspiel nach dem Roman „Metamorphosen“ von Apuleius, mit Udo Mierke. Uraufführung 2001
- „Kleines Wildpferd!“ Musiktheater, Kindertheater. Uraufführung 2003
- „Max auf den Bäumen. Das Rätsel des eisernen Turmes“. Musiktheater, Familientheater. Uraufführung 2004
- „Kranichmädchen. Geschichte vom Glück“. Musiktheater, Familientheater. Uraufführung 2006
- „Kleiner Drache, flieg!“ Musiktheater, Familientheater. Uraufführung 2007
- „Mimi auf der Suche. Das Geheimnis der Bergelfen“. Musiktheater, Familientheater. Uraufführung 2009
- „NiemandsKind“. Musiktheater, Familientheater. Uraufführung 2011
- „Max und Mimi. Traum einer Sommernacht“. Musiktheater, Familientheater. Uraufführung 2013
- „Leo Drachenkind. Kleiner Drache, wie heißt du“. Musiktheater, Familientheater. Uraufführung 2016

### Dramatisierungen
- „Der Schuhu und die fliegende Prinzessin.“ Schauspiel von P. Hacks. 1992
- „Goldfuß.“ Frz. Schmiedemärchen. Erstaufführung 1995
- „Peter und der Wolf.“ Schauspiel nach Sergej Prokofjew. Koautor: U. Mierke. Erstaufführung 1998

### Musikkompositionen
- „Kleines Wildpferd!“. Theatermusik für Klavier, Cello, Flöten. 2003
- „Max auf den Bäumen. Das Rätsel des eisernen Turmes“ Theatermusik für Klavier, Kontrabaß, Harfe, Tenorflöte, Altflöte, Sopranflöte, Sopranino, Trommel. 2004
- „Kranichmädchen. Geschichte vom Glück“ Theatermusik für Klavier, Kontrabaß, Fagott, Tenorflöte, Altflöte, Akustische Gitarre, E-Gitarre, Trommeln. 2006
- „Kleiner Drache, flieg!“ Theatermusik für Klavier. 2007
- „Mimi auf der Suche. Das Geheimnis der Bergelfen“. Theatermusik für Klavier, Synthesizer, Kontrabass, Sopranino, Sopranflöte, Altflöte, Blockflöte, Tenorflöte, Bassflöte, Keltische Harfe, Trompete. 2009
- „Das Verhör der Katharina Güschen“. Theatermusik für Klavier, Kontrabass, Tenorflöte, Bassflöte, Keltische Harfe, Querflöte. 2010
- „NiemandsKind“. Theatermusik für Klavier, Kontrabass, Tenorflöte, Bassflöte, Keltische Harfe, Chromatische Harfe, Saxophon. 2011
- „Max und Mimi. Traum einer Sommernacht“. Theatermusik für Klavier, Kontrabass, Bassklarinette, Querflöten, Saxophon, Konzertgitarre, E-Gitarre. 2013
- „Leo Drachenkind. Kleiner Drache, wie heißt du?“ Theatermusik für Klavier. 2016

## Auszeichnungen
- Mehrfach für den Kölner Kinder- und Jugendtheaterpreis nominiert. Nominiert für Theaterzwang 2006.[3]
- 2006: Ausgewählt zum „NRW-Jugendtheater des Monats Oktober 2006“ mit: „Aymineh. Die Freiheit des Hirtenmädchens“, diese Produktion ebenfalls nominiert für Theaterzwang 2006[3]
- 2009: Ausgewählt zum „NRW-Kindertheater des Monats Juni 2006“ mit „Kranichmädchen. Geschichte vom Glück“[4]
- 2010: Ausgewählt zum „Theater für Youngsters Schleswig-Holstein 2010“ mit „Kranichmädchen. Geschichte vom Glück“[5][6]

## Einzelbelege
1. 1 2 3  C. Hann: Max auf den Bäumen. Das Rätsel des eisernen Turmes. Köln 2010, S. 92.
2. 1 2 3  C. Hann: Kleines Wildpferd! Köln 2004, S. 110.
3. 1 2  Theaterzwang 2006 nominiert 30 Produktionen - openPR. Abgerufen am 8. Dezember 2020.
4. ↑  Infofenster Kranichmädchen. Geschichte vom Glück. Abgerufen am 18. Januar 2024.
5. ↑  Das Cassiopeia Theater aus Köln spielt "Kranichmädchen" in der Theater für Youngsters-Reihe März 2010 - openPR. Abgerufen am 10. Dezember 2020.
6. ↑  Theater für Youngsters Spielzeit 2009 – 2010 Kritischer Rückblick (Memento vom 26. Mai 2012 im Internet Archive). PDF-Abschlussbericht LAG Schleswig-Holstein 2006. Seite LAG Schleswig-Holstein; abgerufen am 18. Januar 2024.

| Personendaten    | Personendaten                                 |
| ---------------- | --------------------------------------------- |
| NAME             | Hann, Claudia                                 |
| ALTERNATIVNAMEN  | Hann, Claudia Sabine                          |
| KURZBESCHREIBUNG | Puppenspielerin, Autorin, und Theaterleiterin |
| GEBURTSDATUM     | 20. Jahrhundert                               |
| GEBURTSORT       | Leverkusen                                    |